# Assassinat de Giulio Regeni
Giulio Regeni (pronunciació italiana: [dʒuːljo redʒɛːni]; Trieste, 15 de gener de 1988 - desaparegut el 25 de gener de 2016) va ser un investigador italià de 28 anys d'edat de la Universitat de Cambridge que va ser segrestat i torturat fins a la mort al Caire. Regeni era estudiant de doctorat al Girton College de Cambridge, investigava els sindicats independents d'Egipte, decisius en la caiguda del dictador Hosni Mubàrak, i era un exempleat de la consultora internacional Oxford Analytica. Va créixer a Fiumicello, a la província d'Udine, al nord-est d'Itàlia. El 3 de febrer, nou dies després de la seva desaparició i cinquè aniversari del començament de la Primavera Àrab egípcia, el seu cos sense vida va ser trobat en un voral als afores del Caire.

## Esdeveniments
Les condicions en què va ser trobat el seu cos indiquen que el jove va ser sotmès a tortures, amb diverses costelles trencades, múltiples ferides punxants, cremades de cigarreta a tot el cos, cops i descàrregues electroestàtiques als genitals. La policia egípcia, negant l'evidència de les tortures, va dir que el jove havia mort en un accident de trànsit i que les ungles les hi havien tret en fer l'autòpsia. Davant d'unes explicacions tan inversemblants, es va posar en marxa la campanya Verità per a Giulio, amb un ampli suport popular.
L'agència Reuters va aportar testimonis que Regeni va ser segrestat arran del seu treball de recerca acadèmica sobre el moviment sindical que s'oposava a el règim del president Abdelfatah al-Sisi. Arran de les proves, es van reiterar les acusacions contra el major Majdi Ibrahim Abdel-A l'Sharif, el capità Osan Helmy i tres agents més dels serveis secrets d'Egipte.
L'octubre de 2021 es va encetar a Roma el judici de quatre agents de la policia egípcia in absentia, acusats d'estar implicats en l'assassinat de Giulio Regeni.